# Boulevard du crépuscule
Pour les articles homonymes, voir Sunset Boulevard (homonymie).
Pour plus de détails, voir Fiche technique et Distribution.
Boulevard du crépuscule (Sunset Boulevard ou Sunset Blvd.) est un film noir américain, réalisé et coécrit par Billy Wilder, sorti sur les écrans en 1950, mêlant drame et humour noir. Il tire son nom du célèbre Sunset Boulevard, qui traverse Los Angeles et Beverly Hills, bordé de villas de vedettes hollywoodiennes.
William Holden interprète le scénariste malchanceux Joe Gillis, et Gloria Swanson incarne Norma Desmond, une ancienne vedette du cinéma muet (comme elle), qui parvient à enfermer Gillis dans sa vie dominée par le fantasme d’un retour triomphant à l’écran. Erich von Stroheim, Nancy Olson, Fred Clark, Lloyd Gough et Jack Webb apparaissent dans des seconds rôles. Le réalisateur Cecil B. DeMille et la journaliste à scandales Hedda Hopper jouent leurs propres rôles, tandis qu’on peut voir une apparition fugace de vieilles stars du muet : Buster Keaton, H. B. Warner et Anna Q. Nilsson.
Apprécié par la critique américaine à sa sortie, Boulevard du crépuscule obtient onze nominations aux Oscars du cinéma, et en remporte trois. Considéré depuis comme un classique, le film est parfois cité parmi les chefs-d’œuvre du cinéma américain. C’est ainsi qu’il a été considéré comme « culturellement significatif » par la Bibliothèque du Congrès en 1989, qui l’a inclus dans sa première sélection de films pour faire partie du National Film Registry et y être restauré. L’American Film Institute l’a, en outre, placé en douzième place de son Top 100, en 1998, puis en seizième place dans celui de 2007.

## Synopsis

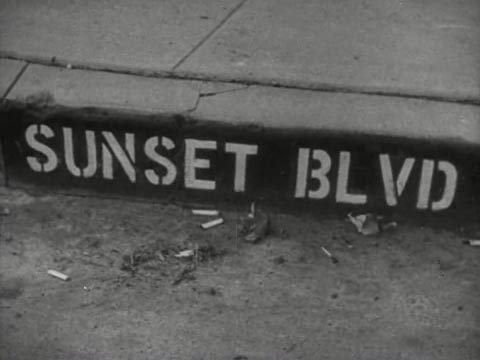
Titre du film.

Dans un manoir de Sunset Boulevard, des policiers et des photographes découvrent le corps de Joe Gillis flottant face contre l’eau dans la piscine. Un flashback s’enclenche : Joe raconte les événements qui ont mené à sa mort.
Six mois plus tôt, Joe, un scénariste sans le sou, tente de convaincre Paramount Pictures de produire une histoire qu’il a écrite. La lectrice de scénarios Betty Schaefer critique durement son travail, sans savoir que Joe est présent et l’écoute. Plus tard, alors qu’il fuit les huissiers venus reprendre sa voiture, Joe tourne dans l’allée d’un manoir apparemment abandonné, occupé par Norma Desmond, une ancienne star du cinéma muet tombée dans l’oubli. En apprenant que Joe est scénariste, Norma lui demande son avis sur un scénario qu’elle a écrit pour un film sur Salomé, dans lequel elle compte elle-même jouer. Joe trouve le scénario épouvantable, mais il la flatte et accepte d’en devenir le script doctor.
Norma insiste pour qu’il s’installe chez elle, et Joe découvre qu’elle refuse d’admettre que sa célébrité a disparu. Son majordome, Max, entretient l’illusion en rédigeant lui-même les lettres de fans qu’elle reçoit. Lors d’une soirée du Nouvel An qu’elle organise, Joe comprend que Norma est tombée amoureuse de lui. Il tente de la repousser avec douceur, mais elle le gifle et se retire, bouleversée. Joe se rend alors chez son ami Artie Green et y retrouve Betty, qui pense qu’une scène d’un des scénarios de Joe pourrait être développée. Quand Joe appelle Max pour qu’il prépare ses affaires, celui-ci lui annonce que Norma s’est tailladé les poignets avec son rasoir. Joe revient donc chez elle, et leur relation devient sexuelle.
Norma fait remettre à son ancien réalisateur, Cecil B. DeMille, une version corrigée du scénario de Salomé. Elle commence à recevoir des appels de Gordon Cole, un cadre de Paramount, mais refuse de parler à quiconque sauf DeMille. Finalement, Max la conduit chez Paramount dans sa somptueuse Isotta Fraschini de 1929, avec Joe. DeMille l’accueille avec bienveillance et respect, mais évite habilement de répondre à ses questions sur le film. Max apprend alors que les appels de Cole n’avaient rien à voir avec le scénario : il voulait simplement louer la voiture pour un tournage.
Convaincue de son retour imminent à l’écran, Norma entreprend des soins de beauté intensifs. Pendant ce temps, Joe travaille secrètement la nuit dans le bureau de Betty sur un nouveau scénario original, et elle finit par lui avouer qu’elle est amoureuse de lui. Après avoir découvert cette trahison, Max révèle à Joe qu’il a été un grand réalisateur, qu’il a découvert Norma, fait d’elle une star, et l’a épousée. Après leur divorce, il a abandonné sa carrière pour devenir son serviteur.
Norma trouve un manuscrit signé par Joe et Betty et appelle cette dernière pour lui insinuer que Joe n’est pas celui qu’elle croit. Ayant entendu l’appel, Joe invite Betty à venir constater la vérité par elle-même. Lorsqu’elle arrive, il fait semblant d’assumer son rôle de gigolo pour la pousser à retourner vers Artie. Après son départ en larmes, Joe prépare ses affaires pour retourner à son ancien travail de journaliste à Dayton, dans l’Ohio. Il dit à Norma, sans détour, qu’il n’y aura pas de retour, que Max écrit toutes ses lettres de fans et qu’elle est oubliée, même si Max refuse de briser ses illusions. Norma, armée d’un revolver, menace de se suicider. Joe l’ignore, sort de la maison — elle lui tire trois balles dans le dos. Il s'effondre dans la piscine.

Le flashback s’achève et le film revient au présent : Norma s’apprête à être arrêtée pour meurtre. Le manoir est envahi par la police et les journalistes, leurs caméras de reportage qu’elle prend pour des caméras de cinéma. Max fait semblant de la « diriger », les policiers jouent le jeu. Alors que les caméras tournent, Norma descend majestueusement l’escalier. Arrivée en bas, elle improvise un discours, déclarant combien elle est heureuse de tourner à nouveau. Puis elle conclut :
Bien, Monsieur DeMille, je suis prête pour mon gros plan.
Et elle s’avance vers la caméra.

## Fiche technique
- Titre : Boulevard du crépuscule
- Titre original : Sunset Blvd.
- Réalisation : Billy Wilder, assisté de Charles C. Coleman et Gerd Oswald (ce dernier non crédité)
- Scénario : Billy Wilder, Charles Brackett, D.M. Marshman Jr.
- Musique : Franz Waxman
- Photographie : John F. Seitz
- Décors : Hans Dreier, John Meehan, Sam Comer et Ray Moyer
- Costumes : Edith Head
- Montage : Arthur P. Schmidt et Doane Harrison
- Assistant monteur : Frank Bracht
- Production : Charles Brackett
- Société de distribution : Paramount Pictures
- Pays de production :  États-Unis
- Langue originale : anglais
- Budget : 1 752 000 USD (estimation)
- Format : 35 mm (1,37:1 - N&B) -  son monophonique
- Durée : 110 minutes
- Dates de sortie : 
  - États-Unis : 4 août 1950 (avant-première à Evanston), 10 août 1950 (sortie nationale)
  - France : 18 avril 1951[2],[3],[4]
- Affiches : Boris Grinsson, Roger Soubie (France)

## Distribution

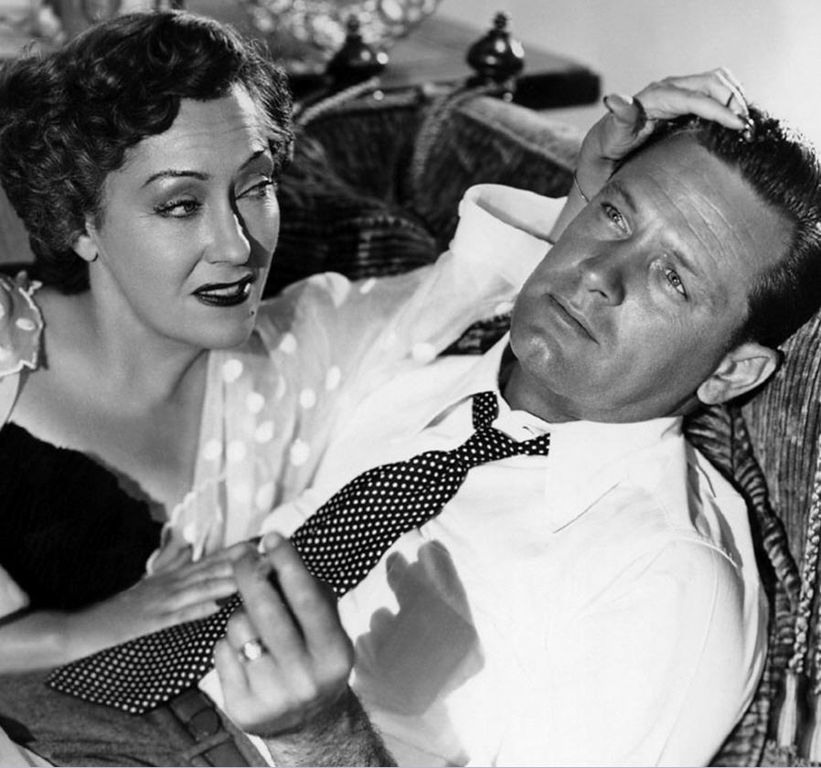
Gloria Swanson et William Holden.

- William Holden (VF : Michel André) : Joe Gillis
- Gloria Swanson (VF : Marie Francey) : Norma Desmond
- Erich von Stroheim (VF : lui-même) : Max von Mayerling
- Nancy Olson (VF : Raymonde Reynard) : Betty Schaefer
- Fred Clark (VF : Richard Francœur) : Sheldrake
- Lloyd Gough (VF : René Fleur) : Morino
- Jack Webb (VF : Jean Daurand) : Artie Green (André Green dans la VF)
- Larry Blake (VF : Jean Delacour) : le premier huissier
- Charles Dayton (VF : Jean Berger) : le deuxième huissier
- Franklyn Farnum : l’entrepreneur des pompes funèbres
- Cecil B. DeMille : lui-même (dirigeant le tournage de Samson et Dalila)
- Hedda Hopper : elle-même (journaliste au téléphone)
- Buster Keaton : lui-même (jouant au bridge chez Norma)
- Anna Q. Nilsson : elle-même (jouant au bridge chez Norma)
- H. B. Warner : lui-même (jouant au bridge chez Norma)
- Ray Evans : lui-même (pianiste à la soirée d'Artie)
- Jay Livingston : lui-même (pianiste à la soirée d'Artie)

Acteurs non crédités
- Henry Wilcoxon : lui-même (acteur sur le tournage de Samson et Dalila)
- John 'Skins' Miller (VF : Guy Pierrauld)  : Hog-eye, l'éclairagiste
- Robert Emmett O'Connor : Jonesy, le vieux gardien au portail des studios Paramount
- John Cortay : Mac, le jeune gardien au portail des studios Paramount
- E. Mason Hopper : un docteur
- Eva Novak : une admiratrice

## Tournage

### Le cadre: les fantômes du muet
Le boulevard qui donne son nom au film est étroitement associé au cinéma de Hollywood depuis 1911, quand le premier studio ouvre justement sur Sunset Boulevard. À cette époque, des employés, de plus en plus nombreux, vivent modestement dans le voisinage. Au cours des années 1920, l’envol des bénéfices et des salaires dans le milieu du cinéma et l’essor du star system amènent la construction de villas luxueuses, à la grandeur souvent incongrue. Les vedettes sont l’objet d’une fascination de la part du public du monde entier, tandis que les magazines et les journaux sont de plus en plus nombreux à relater les détails de leurs vies excessives.
Pendant sa jeunesse à Varsovie, Billy Wilder s’intéresse à la culture américaine, notamment à travers le cinéma. À la fin des années 1940, sa carrière l’ayant amené à Hollywood, et étant devenu lui-même résident de Los Angeles, il vit dans le voisinage quotidien de ces maisons prétentieuses. Beaucoup d’anciennes stars de l’ère du muet y vivent encore, bien que la plupart d’entre elles n’aient plus aucune activité dans la production cinématographique. Wilder se demande lui-même comment elles peuvent bien passer le temps maintenant que leur heure de gloire est passée, et imagine l’histoire d’une star qui aurait perdu succès et célébrité.

### Scénario

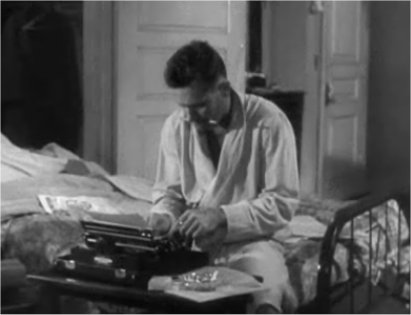
Joe Gillis (William Holden) : scénariste et héros atypique.

Wilder et Brackett commencent à travailler sur le scénario en 1948, mais le résultat ne les satisfait pas entièrement. En août 1948, D.M. Marshman Jr., ex-journaliste pour Life, dont la critique de leur film La Valse de l’empereur avait attiré leur attention, les rejoint pour développer l’intrigue.
Pour ne pas dévoiler à la Paramount trop de détails sur l’histoire, et éviter de subir la censure sévère du code Hays, les trois auteurs divulguent le scénario au compte-gouttes, presque page après page. Wilder va jusqu’à faire croire à la production qu’ils adaptent une histoire — qui n’existe pas — qu’il intitule A Can of Beans (Une boîte de haricots), cela afin que les studios leur laissent assez de liberté pour travailler comme ils l’entendent. Ils n’échappent pas cependant à la vigilance du bureau de censure de Joseph I. Breen qui exige que certaines répliques soient réécrites, comme la phrase de Gillis : « I’m up that creek and I need a job » (« Je suis dans le pétrin et j’ai besoin d’un boulot »), remplacée par une expression plus sage en anglais : « I’m over a barrel. I need a job. » Seul un tiers du script est achevé lorsque le tournage commence au début du mois de mai 1949, et Wilder n’est pas encore sûr de la tournure qu’il souhaite donner à la fin du film.
Le script contient de nombreuses références à Hollywood et au monde des scénaristes, avec des commentaires très cyniques de la part du personnage de Joe Gillis. Il résume sa carrière de scénariste ainsi : « La dernière chose que j’ai écrite parlait des Okies à l’époque du Dust Bowl. Vous ne pourriez pas le deviner puisque, lorsque cela a été porté à l’écran, toute l’histoire se jouait sur un torpilleur. » Dans une autre scène, lorsque Betty lui dit : « J’ai toujours entendu dire que vous aviez du talent », il répond : « C’était l’année dernière. Cette année j’essaie de gagner ma vie ».
Certaines répliques de Gloria Swanson sont tout autant mémorables, par exemple lorsque Gillis la reconnaît (« Je suis une grande ! Ce sont les films qui sont devenus petits ! »), ou encore la conclusion (« Très bien, M. DeMille, je suis prête pour mon gros plan. »). La finesse du film est en grande partie due aux commentaires pince-sans-rire de Norma Desmond, et aux réponses sarcastiques de Gillis, qui les suivent souvent sans que Norma ne paraisse les entendre, comme si elles étaient destinées au seul public, et que Wilder effaçait la limite entre les événements et la narration de Gillis. Lorsque Norma Desmond lance que « ce sont les films qui sont devenus petits », Gillis murmure : « Je savais qu’ils avaient quelque chose de travers ». Ce type d’échange peut parfois se poursuivre, Norma prenant les répliques de Gillis au pied de la lettre, et y répondant avec le plus grand sérieux. Par exemple, lorsqu’ils parlent du scénario indigeste sur lequel Norma a travaillé, Gillis observe : « Les gens vont adorer à Pomona », à quoi Norma répond avec aplomb : « Les gens adoreront partout ».
Dans un essai sur le film, le critique de cinéma Richard Corliss décrit Boulevard du crépuscule comme « le parfait film d’horreur hollywoodien », remarquant que presque chaque détail du script est « morbide ». Il fait notamment remarquer que l’histoire est racontée par un homme mort que Norma Desmond confond au début avec un croque-mort, tandis que l’essentiel du film se déroule dans « une vieille maison sombre qui ne s’ouvre qu’à des morts-vivants ». Il compare le personnage de Max, joué par Von Stroheim, au Fantôme de l’Opéra, et Norma Desmond à Dracula, en notant que pendant qu’elle séduit Joe Gillis, la caméra se retire discrètement avec « l’attitude traditionnellement adoptée par les réalisateurs pour les séductions jugulaires » du vampire. Il signale également que les textes du narrateur contiennent trop de « sarcasmes gratuits », mais félicite tout de même les scénaristes d’avoir confié cette partie à Joe Gillis, dès lors crédible dans le rôle d’un scénariste doté d’un certain talent.
Wilder, quant à lui, préfère laisser à d’autres l’analyse de ses scénarios et de ses films. Quand on lui demande si Boulevard du crépuscule est une comédie noire, il répond : « Non, c’est juste un film ».

### Distribution

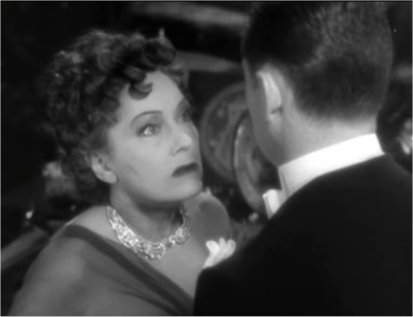
L’interprétation hallucinée de Gloria Swanson.

Billy Wilder, dès 1948, fait appel à Greta Garbo - disparue des écrans depuis La Femme aux deux visages en 1941 - pour le personnage de Norma Desmond, dans l’espoir qu’elle effectue pour lui son retour à l’écran. Elle ne se montre cependant pas intéressée. Le rôle est proposé à d’autres grandes figures du cinéma muet américain dont Mae West, qui, à 55 ans se déclare trop jeune pour jouer le personnage. « Dans un moment de folie », comme l’admettra Wilder, Charles Brackett sollicite Mary Pickford. Elle se montre intéressée, quoique sur ses gardes ; elle est finalement écartée lorsqu’elle exprime des désaccords sur le récit. Pola Negri est aussi approchée et « pique une colère à la seule suggestion qu’elle pourrait jouer un rôle de has-been ».
C’est alors George Cukor qui suggère Gloria Swanson. Selon Wilder, elle n’avait initialement pas été contactée parce que Brackett et lui la jugeaient « en quelque sorte inaccessible ». Swanson a été l’une des actrices les plus révérées de l’ère du muet, pour sa beauté, son talent, et son mode de vie extravagant. Au sommet de sa carrière, en 1925, il se disait qu’elle recevait jusqu’à 10 000 lettres d’admirateurs en une semaine. Elle a également vécu sur Sunset Boulevard, dans un palais italianisant raffiné, de 1920 à la fin des années 1930. Elle a en fait plus d’un point commun avec le personnage de Norma Desmond. Comme lui, elle s’est révélée incapable d’assurer habilement sa reconversion dans le cinéma sonore. La ressemblance a toutefois une limite : Swanson, elle, a assumé la fin de sa carrière et, depuis installée à New York, elle fait de la radio et de la télévision. Elle n’est donc pas vraiment intéressée par un comeback, mais Wilder parvient à susciter sa curiosité en lui parlant du rôle.
Gloria Swanson se montre ennuyée d’avoir à passer une audition, arguant : « J’ai tourné vingt films pour la Paramount. Pourquoi veulent-ils que je fasse un essai ? ». Le script se fait l’écho de cette réaction, lorsque Norma Desmond déclare : « Sans moi, il n’y aurait pas de Paramount ». Dans ses mémoires, Gloria Swanson raconte avoir demandé à Cukor s’il pensait qu’il était déraisonnable de refuser le test. Il lui aurait répondu que Norma Desmond serait le rôle qui la ferait passer à la postérité, ajoutant : « S’ils te demandent de faire dix essais, fais dix essais, ou je m’occuperai de toi ». Cet enthousiasme aurait donc contribué à convaincre Swanson. En 1975, Wilder décrit en ces termes la réaction de Swanson : « Il y avait chez elle beaucoup de Norma, vous savez. ».

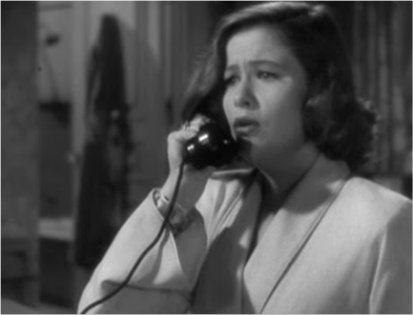
Nancy Olson, la révélation du film.

Montgomery Clift est d’abord approché pour jouer le personnage de Joe Gillis, mais il se retire, probablement par crainte de comparaisons douteuses sur sa situation personnelle — il sortait alors avec Libby Holman, de seize ans son aînée. Fred MacMurray est ensuite pressenti mais décline le rôle. Il est enfin proposé à William Holden. Acteur remarqué à ses débuts dans Golden Boy (1939) et Our Town (1940), disparu des écrans durant son service militaire pendant la guerre, il accepte de jouer Gillis, après un retour modeste à la fin des années 1940.
Réalisateur légendaire du cinéma muet, Erich von Stroheim, qui a d’ailleurs dirigé Gloria Swanson dans son film Queen Kelly (1929), est recruté pour jouer le rôle du fidèle Max, valet dévoué et protecteur de Norma. Lui qui avait été blacklisté par les studios hollywoodiens à cause de ses dépassements de budget joue ici un ancien réalisateur, à qui est donnée une nouvelle occasion de mettre en scène son actrice fétiche… même s’il s’agit des actualités (pas encore télévisées mais cinématographiques).
Enfin, pour le rôle de Betty Schaefer, Wilder souhaite une figure neuve, dont l’image saine et ordinaire puisse contraster avec la Norma obsessive et flamboyante composée par Gloria Swanson. Le réalisateur porte son choix sur Nancy Olson, pressentie peu avant par DeMille pour jouer le rôle de Dalila (finalement attribué à Hedy Lamarr), dans Samson et Dalila (1949).

### Les artisans d’une réussite

#### La photographie de John F. Seitz
La photographie de Boulevard du crépuscule, typique du film noir, sombre et, naturellement, en noir et blanc, est l’œuvre de John F. Seitz. Wilder qui a travaillé plusieurs fois avec lui, se repose sur son professionnalisme, lui laissant le champ libre. Ainsi Seitz raconte avoir demandé à Wilder ce qu’il souhaitait pour la scène de l’enterrement du chimpanzé. Wilder répondit : « tu sais, juste ta prise de vue habituelle pour les enterrements de singes ».
Pour certaines scènes d’intérieur, Seitz arrose l’objectif de poussière pour suggérer une ambiance « moisie ». Un procédé qu’il a déjà utilisé sur le tournage d'Assurance sur la mort (1944). Quant à la découverte du corps de Joe Gillis, Wilder veut montrer son cadavre d’en dessous, depuis le fond de la piscine, mais rendre l’effet est difficile. La caméra est d’abord placée à l’intérieur d’une boîte spécialement conçue, et plongée sous l’eau, en vain ; le résultat se révèle décevant. On fait d’autres tentatives. La prise de vue est finalement réalisée en plaçant un miroir au fond de la piscine, et en filmant la réflexion de Holden depuis la surface, avec en arrière-plan l’image déformée des agents de police autour de la piscine.
Selon l’historien du cinéma Tom Stempel, « que ce soit dans Assurance sur la mort ou dans Boulevard du crépuscule, Seitz réussit quelque chose qui m’a toujours impressionné. Les deux sont des films noirs, et il tire parti du fait que les deux se déroulent dans le lieu le plus ensoleillé qui soit : Los Angeles… Il concilie la lumière et l’obscurité dans le même film sans que le mélange n’apparaisse… Il concilie l’éclairage réaliste de Joe Gillis en prises de vue extérieures avec l’ambiance gothique de la villa de Norma Desmond. Encore une fois sans que cela ne se remarque. »

#### Costumes et décors
Edith Head est la créatrice des costumes. Wilder, Head et Swanson s’accordent pour considérer que Norma Desmond est plus ou moins restée en phase avec l’évolution de la mode, et Head conçoit pour le personnage des costumes très similaires aux lignes de Dior ou de Chanel au milieu des années 1940. Quelques ajouts sont opérés pour personnaliser les vêtements et refléter le goût de Norma Desmond. Swanson raconte dans sa biographie que ses costumes étaient seulement « un rien démodés, un rien exotiques ». Head décrit plus tard ce travail comme « le plus difficile de [sa] carrière », et explique son approche avec ce commentaire : « Puisque Norma Desmond était une actrice qui s’était perdue dans sa propre imagination, j’ai essayé de donner l’impression qu’elle interprétait toujours un rôle ». La costumière révèle aussi s’être reposée sur l’avis de Swanson qui « créait un passé qu’elle connaissait, et moi pas ».
Head élabore aussi les costumes de William Holden et des personnages secondaires à l’exception de ceux de von Stroheim et Nancy Olson, à qui il est demandé de conserver leurs propres vêtements, pour des raisons d’authenticité.

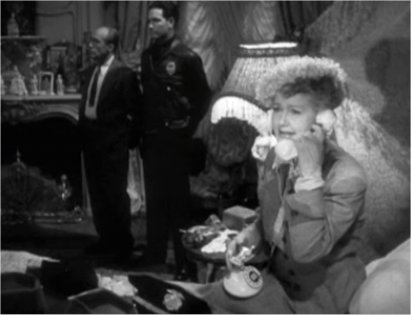
Hedda Hopper dans le décor surchargé de la villa de Norma Desmond.

La demeure excessivement décadente de Norma Desmond est l’œuvre du décorateur Hans Dreier, dont la carrière remonte à l’ère du muet. Il a d’ailleurs conçu la décoration d’intérieur de certaines résidences de vedettes du cinéma, notamment celle de Mae West. William Haines, décorateur d’intérieur et ancien acteur, défendra plus tard le travail de Dreier en observant que « Bebe Daniels, Norma Shearer et Pola Negri avaient toutes des intérieurs aussi laids ».
Pendant le tournage, on remarque l’apparente jeunesse de Gloria Swanson, attentive à son hygiène de vie, ce qui instaure un contraste insuffisant avec William Holden et sa maturité certaine. Wilder exige que la différence d’âge soit soulignée et demande au responsable du maquillage, Wally Westmore, que Swanson paraisse plus âgée. Swanson s’y oppose, en avançant qu’une femme de l’âge de Norma Desmond, avec sa grande richesse et un tel culte de sa propre personne, n’aurait pas forcément l’air âgée. Elle suggère que le maquillage de Holden le rende plus jeune, ce que Wilder accepte. Cela permet à Swanson de faire de Norma Desmond une figure plus sophistiquée et dotée de plus de charme que Wilder ne l’a imaginé au départ.

#### Musique
La bande musicale est composée par Franz Waxman. Son thème pour Norma Desmond est basé sur un tango, inspiré par l’allusion du personnage à sa danse avec Rudolph Valentino. Ce style contraste avec le thème bebop de Joe Gillis. Waxman utilise aussi des arrangements rappelant les bandes originales du cinéma des années 1920 et 1930, pour suggérer l’état d’esprit de Norma Desmond.
En plus de la musique de Waxman, le film utilise des thèmes préexistants d'autres auteurs. Ainsi, Max von Mayerling joue à l'orgue la Toccata et fugue en ré mineur de Jean-Sébastien Bach, une œuvre déjà associée aux films d'horreur à cette époque.
La bande originale a été éditée pour la première fois en disque compact en 2002.

### L’exigence de réalisme
Dans son attention à disséquer le monde de l’illusion hollywoodienne, Wilder est très attentif à replacer l’histoire dans un contexte aussi réaliste que possible, et fait usage de l’histoire de Hollywood. Le nom de Norma Desmond est probablement inspiré par William Desmond Taylor, assassiné en 1922, et de son associée et amie Mabel Normand, dont la carrière avait été détruite par des scandales autour du meurtre.
Swanson est considérée comme représentative du passé de Hollywood, les plus anciens admirateurs s’en souviennent avec nostalgie, mais la plupart des jeunes spectateurs ne la connaissent pas. Sa collection personnelle de photographies sert à décorer la maison de Norma Desmond, contribuant à ce que le passé fictif de Desmond ressemble à la carrière bien réelle de Swanson.
Le script multiplie les références à des films comme Autant en emporte le vent, et à des personnalités comme Darryl F. Zanuck, D. W. Griffith, Tyrone Power, Alan Ladd, Adolphe Menjou, Douglas Fairbanks, Rudolph Valentino, Rod La Rocque, Vilma Bánky, John Gilbert, Mabel Normand, Bebe Daniels, Marie Prevost, Betty Hutton et Barbara Stanwyck. On note aussi une allusion à l’affaire du Dahlia noir. Ou encore le passage dans lequel Norma Desmond déclare son admiration pour Greta Garbo.

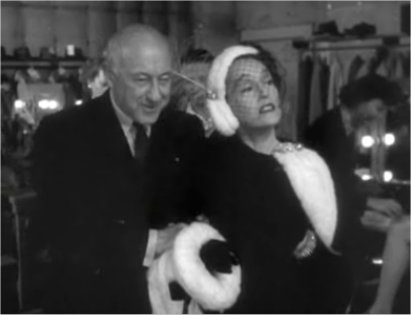
Desmond-Swanson en compagnie de Cecil B. DeMille, sur le plateau de Samson et Dalila.

Wilder étend ses références hollywoodiennes à certains choix de la distribution. Erich von Stroheim bien sûr, est un réalisateur majeur de l’époque du muet. Dans le rôle de Max, il regarde un film avec Norma Desmond, et la scène qui apparaît brièvement est justement tirée de Queen Kelly (1929), que von Stroheim lui-même a réalisé, avec Swanson dans le rôle-titre. Cecil B. DeMille, souvent considéré comme le premier à avoir fait connaître Swanson, joue son propre rôle et est pour l’occasion filmé sur le plateau de son film Samson et Dalila, aux studios de la Paramount. Il appelle Norma « jeune amie », de la même manière qu’il s’adresse dans la vie à Swanson, un petit détail suggéré par DeMille lui-même.
Les amis de Norma, qui viennent jouer au bridge avec elle, désignés comme les « figures de cire » par Gillis, sont des contemporains de Swanson : Buster Keaton, Anna Q. Nilsson et H. B. Warner, dans leurs propres rôles (comme indiqué dans le générique de fin). Hedda Hopper joue également son propre rôle en relatant au téléphone le sort de Norma Desmond, dans les derniers instants du film.
Dans une scène comique, Norma Desmond effectue une séance de mime pour Joe Gillis, imitant les Bathing Beauties de Mack Sennett, en hommage aux premiers rôles de Swanson. Elle imite également Charles Chaplin, comme elle l’avait déjà fait dans le film The Masquerade (1924).
Wilder fait par ailleurs usage de lieux authentiques. Le domicile de Joe Gillis, dans les appartements Alto Nido, était un véritable immeuble situé près de la Paramount, et souvent peuplé d’écrivains tourmentés. Les scènes entre Gillis et Betty Schaefer sur les plateaux extérieurs de la Paramount sont tournés sur les lieux, et à l’intérieur de Schwab’s Drug Store, qui est minutieusement reconstitué pour les scènes qui s’y déroulent. Les scènes extérieures de la maison Desmond sont tournées près d’une vieille demeure de Wilshire Blvd., construite dans les années 1920, et qui était en 1949 la propriété de la femme de J. Paul Getty. La villa est également présente dans La Fureur de vivre. Elle a depuis été démolie et remplacée par des bureaux.

## Sortie

### Réactions
Par crainte des réactions du public hollywoodien, il est décidé de faire l'avant-première du film à Poughkeepsie, dans l'État de New York. La première séquence du film montre alors des cadavres dans une morgue, vus à travers une surimpression blanchâtre comme si on les regardait à travers le drap qui les recouvre. Ils racontent tour à tour ce qu'a été leur vie et comment ils sont morts ; le troisième d'entre eux est le personnage principal du film. Les spectateurs de l'avant-première se sont mis à rire lorsqu'il a été passé une étiquette à l'orteil du cadavre du personnage. Ce début ne permettait pas aux spectateurs de comprendre si le film était une comédie ou un drame. Il a été coupé sans être remplacé par rien d'autre pour l'avant-première suivante, à Evanston dans l'Illinois. Une troisième avant-première a confirmé l'utilité de cette coupe.
À Hollywood, la Paramount organise une projection privée pour les différents cadres du studio, et des invités spéciaux. Après avoir vu le film, Barbara Stanwyck se penche et embrasse l’ourlet de la jupe de Gloria Swanson. Celle-ci raconte plus tard avoir cherché des yeux Mary Pickford sans la trouver, et s’être vu dire : « Elle ne peut pas se montrer, Gloria. Elle est trop bouleversée. Nous le sommes tous ». Louis B. Mayer réprimande Wilder devant les célébrités rassemblées : « Comment as-tu pu faire ça ? Tu déshonores le monde qui t’a fait et qui t’a nourri. Tu mériterais le goudron et les plumes avant de fuir Hollywood. » L’actrice Mae Murray, contemporaine de Swanson, est choquée par le film et émet ce commentaire : « Nous étions des poufiasses, mais aucune n’était si cinglée. »
Boulevard du crépuscule est toutefois bien accueilli par la critique. Time Magazine décrivit le film ainsi : « Le pire de Hollywood raconté par le meilleur de Hollywood », tandis que le Boxoffice Review annonça : « le film va envoûter les spectateurs ». James Agee, dans Sight and Sound, fait l’éloge du film et estime que Wilder et Brackett sont « parfaitement compétents pour faire ce travail froid, précis, habile et narquois ». Good Housekeeping décrit Swanson comme « une grande lady [qui] étend sa magie à une nouvelle décennie », tandis que Look Magazine la félicite pour « sa performance brillante et obsédante ».
Gloria Swanson entre avec Sunset Boulevard dans l'histoire du cinéma mondial.
Certains critiques devinent que le film est appelé à un succès durable. On peut ainsi lire dans The Hollywood Reporter que les générations futures « s’attacheront à comprendre la longévité et la grandeur » de Boulevard du crépuscule, et le magazine Commonweal de commenter : « la Bibliothèque du Congrès sera fière de compter dans ses archives une copie de Sunset Boulevard ».
Les commentaires négatifs sont rares. On peut noter celui du The New Yorker, qui qualifie le film de « tranche de roquefort prétentieuse », où ne subsisterait que . Thomas M. Pryor, plus mitigé, écrit pour le New York Times que le procédé dramatique consistant à utiliser le personnage mort de Joe Gillis comme narrateur est « complètement indigne de Brackett et de Wilder, mais qu’heureusement cela ne compromet pas la réussite que constitue Sunset Boulevard ».
Après sept semaines à l’affiche du Radio City Music Hall, le magazine Variety annonce que le film a rapporté « environ 1 020 000 $US », ce qui en ferait l’un des plus grands succès de la salle new-yorkaise. Variety note qu'alors que le film bat des records dans les grandes villes, il fait moins bien que prévu dans le reste du pays. Pour assurer la promotion, Gloria Swanson parcourt les États-Unis en train, traversant 33 villes en quelques mois. La publicité contribue à attirer du monde dans les salles, mais dans de nombreuses zones de province le film n’aura pas de succès.

### Récompenses

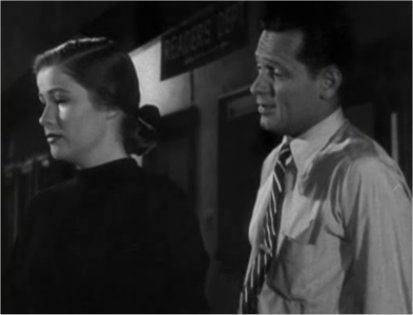
Nancy Olson et William Holden, tous deux nommés aux Oscars.

Boulevard du crépuscule est primé aux Oscars dans les catégories suivantes :
- Meilleure direction artistique, noir et blanc (Hans Dreier, John Meehan, Sam Comer et Ray Moyer)
- Meilleure musique (Franz Waxman)
- Meilleur scénario (Charles Brackett, Billy Wilder et D.M. Marshman Jr.)

Le film est retenu dans huit autres catégories :
- Meilleur film
- Meilleur réalisateur (Billy Wilder)
- Meilleur acteur dans un premier rôle (William Holden)
- Meilleur acteur dans un second rôle (Erich von Stroheim)
- Meilleure actrice dans un premier rôle (Gloria Swanson)
- Meilleure actrice dans un second rôle (Nancy Olson)
- Meilleure photographie, noir et blanc (John F. Seitz)
- Meilleur montage (Arthur P. Schmidt et Doane Harrison) [26]

Les onze candidatures de Boulevard du crépuscule ne sont dépassées que par les quatorze candidatures d'Ève, qui remporte six statuettes, dont celles du meilleur film et du meilleur réalisateur (Joseph L. Mankiewicz). De nombreux critiques prévoyaient que l’Oscar de la meilleure actrice serait décerné soit à Gloria Swanson, soit à Bette Davis pour Ève, la victoire de Judy Holliday pour Comment l’esprit vient aux femmes de George Cukor surprenant tout le monde. Swanson raconte plus tard la réaction de la presse après qu’Holliday eut reçu sa récompense : « Je pris lentement conscience qu’ils attendaient de moi une scène plus vraie que nature, ou mieux encore, une scène de folie. Plus encore, ils attendaient que Norma Desmond se trahisse ».
Dans un entretien plusieurs années plus tard, Bette Davis explique que Swanson et elle s’étaient « neutralisées », le choix de Judy Holliday permettant de ne pas départager les deux autres. Elle avoue en 1982, dans les pages de Playboy, son admiration pour la performance de Swanson : « Si elle avait gagné, j’aurai crié hourra. Elle était sensationnelle, simplement fantastique ».
Boulevard du crépuscule reçoit aussi plusieurs Golden Globes, dans les catégories Meilleur film dramatique, Meilleure actrice (Swanson), Meilleur réalisateur (Wilder) et Meilleure musique de film (Waxman). Wilder et Brackett se voient récompensés d’un prix de la Writers Guild of America (film dramatique américain le mieux écrit), tandis que la Directors Guild of America récompense Wilder dans la catégorie « œuvre cinématographique remarquable ». Le National Board of Review accorde au film ses récompenses pour le meilleur film et la meilleure actrice (Swanson).

### AprèsSunset Boulevard
Boulevard du crépuscule est la dernière collaboration entre Wilder et Brackett. Leur relation se serait dégradée par des disputes sur le passage dans lequel on voit Norma préparer son retour à l’écran. Le film marque à peu près le milieu de la période des plus grands succès de Wilder.
La carrière de Charles Brackett à Hollywood survit à cette rupture. Il remporte un Oscar pour son scénario de Titanic (1953) et écrit Niagara (1953), qui révèle Marilyn Monroe dans un rôle dramatique - les meilleures performances comiques de Marilyn, dans Sept Ans de réflexion et Certains l’aiment chaud seront, elles, mises en scène par Billy Wilder. La carrière de Brackett décline par la suite.
William Holden se voit proposer des rôles plus importants. En 1953, il remporte l’Oscar du meilleur acteur pour Stalag 17 (également de Wilder), et en 1956 il est le premier acteur du box-office américain.
Nancy Olson apparaît aux côtés de William Holden dans plusieurs autres films des années 1950. Le duo reformé n’obtient cependant pas le succès initial. La notoriété d’Olson culmine avec Monte là-d’ssus (1960) et Après lui le déluge (1961), dans lesquelles elle côtoie Fred MacMurray. En dépit de ces réussites, la carrière de l’actrice stagne.
Gloria Swanson ne tirera pas profit de son succès dans Boulevard du crépuscule. Des rôles lui sont proposés qui lui laissent l’impression de renouer avec de pâles imitations de Norma Desmond. Ne souhaitant pas que sa carrière l’enferme dans un rôle et l’oblige à jouer « la parodie d’une parodie », elle cesse quasiment son activité d’actrice.

## Postérité

### Un succès durable
En 1957, Swanson entame des négociations avec la Paramount pour adapter elle-même Boulevard du crépuscule en une comédie musicale : Boulevard !. Sa version s’autorise une romance entre Gillis et Schaefer, et au lieu de tuer Gillis à la fin, Norma donne sa bénédiction au couple et les laisse partir pour vivre heureux. Swanson embauche Dickson Hughes et Richard Stapley pour la musique, qui est composée et enregistrée, et sort même en LP. Gloria Swanson interprète des extraits avec accompagnement orchestral sur le Steve Allen Show. La Paramount, qui détient les droits, encourage d’abord Swanson à poursuivre l’adaptation, avant de retirer son accord en 1959, arguant que la nouvelle mouture du scénario pourrait porter atteinte à la réputation présente et à venir du film. La maison de production autorise en revanche des adaptations pour la télévision qui restent fidèles au scénario original, pour les émissions Lux Video Theatre, avec Miriam Hopkins, et Robert Montgomery Presents, avec Mary Astor et Darren McGavin.
Après le succès d’une projection de Boulevard du crépuscule à New York en 1960, la Paramount organise une nouvelle sortie aux États-Unis, dans un nombre limité de salles. Les retransmissions à la télévision depuis les années 1960 ont par la suite permis de faire connaître le film aux nouvelles générations.

### Le film aujourd’hui
En 1989, le Boulevard du crépuscule fait partie des 25 premiers films considérés comme « culturellement significatifs » par la Bibliothèque du Congrès, et sélectionnés aux fins de restauration et conservation par le National Film Registry.
Des sondages organisés par l’American Film Institute ont montré le succès durable de Boulevard du crépuscule, et la haute estime que lui accordent les réalisateurs actuels. En 1998, le film est classé douzième d’une liste des « 100 plus grands films ». En 2004, deux citations de Boulevard du crépuscule figurent dans un sondage sur les « plus grandes répliques de films » : « Très bien, M. DeMille. Je suis prête pour mon gros plan » (no 7) et « Je suis grande ! C’est le cinéma qui est devenu petit. » (no 24). En 2005, la bande originale de Franz Waxman parvient à la 16e place des 25 meilleures musiques de films, toujours selon l’AFI.
Roger Ebert a fait l’éloge du jeu de Holden et von Stroheim, et a décrit celui de Swanson ainsi : « l’une des plus grandes performances de tous les temps ». Selon lui, Boulevard du crépuscule « demeure le meilleur drame jamais réalisé au cinéma, parce que le film voit à travers les illusions ». Pauline Kael, de son côté, estime que le film est « presque trop astucieux, mais dans ce que l’astuce a de mieux », ajoutant qu’il est fréquent d’entendre « appeler Billy Wilder le plus grand réalisateur du monde ». À la mort de Wilder, les nécrologies ont été nombreuses à évoquer en particulier Boulevard du crépuscule, mentionnant le film comme l’un des plus importants de la carrière du cinéaste, avec Assurance sur la mort et Certains l’aiment chaud.
À la fin des années 1990, la plupart des copies de Boulevard du crépuscule se trouvent en mauvais état. Le film ayant été l’un des derniers à avoir été tourné sur une pellicule de nitrocellulose, le négatif original est en grande partie détruit. La Paramount, estimant que le film mérite une restauration complète, lance un projet coûteux pour qu’il soit restauré selon les technologies numériques. La version restaurée est éditée en DVD en 2002. À cette occasion, en 2003, le site internet de la BBC le décrit comme « l’œuvre la plus réussie sur l’enfer narcissique que constitue Hollywood ».
Le film est montré pour l'ouverture du Festival Lumière 2023 à Lyon, devant près de 5 000 spectateurs.

### Le thème d'Hollywood au cinéma

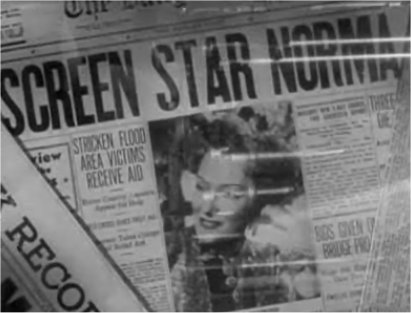
Une vision cynique sur Hollywood, la machine à faire et défaire les destins.

Hollywood a produit nombre de films parlant de Hollywood depuis les années 1920, mais la plupart d’entre eux étaient des réalisations légères et drôles, comme Les Travailleurs du chapeau (1949). D’autres, comme What Price Hollywood (1932) ou Une étoile est née (1937), évoquent la face sombre de Hollywood sans la montrer explicitement. Boulevard du crépuscule est considéré comme le premier film à adopter un point de vue aussi cynique. Il est suivi des Ensorcelés (1952), de Chantons sous la pluie (1952) et du remake de Une étoile est née (1954). Si aucun de ces films ne va aussi loin dans l’autocritique, tous soulignent la facilité et la cruauté avec laquelle Hollywood peut se débarrasser d’une vedette une fois son heure passée.
Boulevard du crépuscule est aussi suivi d’autres films exploitant la figure de la vieille actrice s’accrochant désespérément à son passé glorieux, comme Bette Davis dans La Star (1952) et Qu’est-il arrivé à Baby Jane ?, Joan Crawford dans La Madone gitane (1953), Geraldine Page dans Doux oiseau de jeunesse (1961), Susan Hayward dans La Vallée des poupées et Faye Dunaway dans Maman très chère. Le lien entre une femme vieillissante et un gigolo est aussi exploité dans le cadre hollywoodien pour le synopsis de films comme Le Visage du plaisir, avec Vivien Leigh et Warren Beatty. La descente de Katharine Hepburn dans les abîmes de la folie, dans Soudain l’été dernier (1959), a été comparée à la scène finale de Norma Desmond. Le Jour du fléau (1975) et Le dernier nabab (1976) montrent Hollywood avec une certaine amertume et, comme Boulevard du crépuscule, font usage des véritables coulisses.

### Influences
Parmi les films les plus récents à évoquer directement Boulevard du crépuscule, ou à imiter certaines scènes ou certains dialogues du film, on peut citer La télé lave plus propre (1991), The Player (1992), Ni dieux ni démons (1998)  et Be Cool (2005). La fin de Cecil B. Demented (2000) est une parodie de la fameuse scène finale de Boulevard du crépuscule. Plus récemment, un moyen métrage traite également de la déchéance d'une actrice vivant recluse dans son manoir, Mrs Aylwood ne veut pas mourir (2013) de Johann G. Louis, avec la comédienne de théâtre Geneviève Brunet, diffusé sur France 3.
David Lynch, pour qui Sunset boulevard est un film culte, s'en inspire dans Mulholland Drive (2001). Il donne le nom de Gordon Cole, l'assistant de Cecil B. De Mille, à un agent du FBI qu'il joue lui même dans sa série Twin Peaks.
À la télévision, le film a inspiré un épisode de La Quatrième Dimension intitulé « Du succès au déclin », dans lequel une ancienne reine du cinéma revit ses succès passés en revoyant ses films, tout en s’isolant du monde réel.

### Comédie musicale
Une adaptation en comédie musicale, également intitulée Sunset Boulevard, a été créée à Londres en 1993, avec une partition de Andrew Lloyd Webber et sur un livret de Don Black et Christopher Hampton. C’est Stephen Sondheim qui doit initialement adapter le film, mais abandonne après que Billy Wilder lui demande d’écrire un opéra plutôt qu’une comédie musicale. John Kander et Fred Ebb ont ensuite eux aussi jeté l’éponge, avant qu’Andrew Lloyd Webber ne compose finalement une comédie musicale.
L’œuvre suit fidèlement l’histoire du film, conserve l’essentiel des dialogues. La mise en scène essaye d’imiter au mieux les décors. Billy Wilder se montre enthousiaste : « Je félicite [les librettistes] d’avoir été si ingénieux, parce qu’ils n’ont pas touché à l’histoire. Une femme s’avance et dit : « Je suis grande, ce sont les films qui sont devenus petits ». J’étais frappé d’étonnement en entendant les mots, beaucoup ont été conservés et certains mis en musique. Je ne suis pas un expert musical mais cela m’a eu l’air bien ». Le spectacle a été monté à Broadway l’année suivante. Parmi les actrices à avoir joué le rôle de Norma Desmond figurent Patti Lupone, Elaine Paige, Betty Buckley et Petula Clark à Londres, ainsi que Glenn Close à Los Angeles et de nouveau Betty Buckley à New York.
En juillet 2005, le Really Useful Group (en) de Lloyd Webber a annoncé qu’une version cinématographique de la comédie musicale serait produite en association avec la Paramount et la Relevant Picture Company, avec Glenn Close dans le rôle de Norma Desmond et Ewan McGregor dans celui de Joe Gillis. La date de sortie était initialement prévue en 2006, mais le projet a été retardé plusieurs fois jusqu'en 2012.

### Sunset Boulevardet le film noir
Sans être un film policier, Boulevard du crépuscule est pourtant devenu l’un des films les plus représentatifs du film noir — courant en vogue dans les années 1940-1950 à Hollywood. Le film est d’ailleurs le troisième film noir de Billy Wilder, après Assurance sur la mort (1944) et Le Poison (1945), et peu avant Le Gouffre aux chimères, dernière réalisation de Wilder qui répondra aux caractéristiques du style noir.

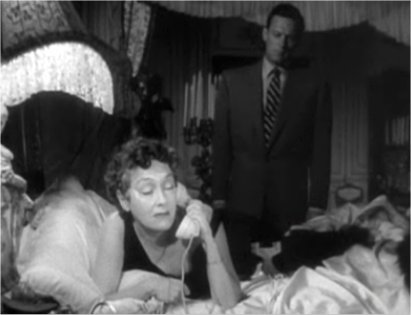
Norma Desmond (Gloria Swanson), femme fatale et manipulatrice.

Car Boulevard du crépuscule ne montre ni enquête, ni détective, mais le sujet est bien le meurtre d’un homme. Et c’est le point de vue narratif adopté par Wilder qui fait de Boulevard du crépuscule un véritable film noir, ce que souligne Gilles Colpart dans son ouvrage sur le réalisateur :

« Le commentaire off à la première personne, typique du film noir (cf. Assurance sur la mort), et l’ambiance ainsi créée, non moins typique du genre, cernent Gillis comme un personnage de tragédie moderne, un loser, irrémédiablement introduit dans un cauchemar dont il ne maîtrise rien, mû par une force que le Réalisme poétique et le film noir à la française auraient appelée « Destin ». »

Et c’est bien le thème de la fatalité qui caractérise avant tout le style noir, selon la définition adoptée par Patrick Brion dans son analyse de référence :

« Films d’atmosphère, ils illustrent une morale tragique : quelle que soit la direction que tu prendras, le destin finira par te rattraper. »

D’autres caractéristiques ancrent davantage cette appartenance au mouvement noir. Esthétiquement d’abord, la photographie de John F. Seitz, déjà présent sur Assurance sur la mort. Mais aussi thématiquement. La figure dominante de la femme fatale, Norma Desmond. L’amour contrarié entre Joe Gillis et Betty Schaefer. Et le trio qui s’installe progressivement entre Norma, Joe et Betty, trio conflictuel dont la résolution contient la mort de Joe et la folie de Norma. Trio typique du film noir et déjà présent dans Assurance sur la mort (Fred MacMurray, Barbara Stanwyck et Edward G. Robinson).
Les coulisses de Hollywood sont également filmées selon le style noir : derrière les décors se cachent des destins sacrifiés, ceux des scénaristes anonymes mais aussi des plus grandes stars, les fantômes de Erich von Stroheim, de Buster Keaton. Plus largement, le milieu urbain sauvage et réaliste n’est pas oublié (Joe Gillis poursuivi par deux agents venus saisir son véhicule, ce qui l’amène chez Norma Desmond et déclenche l’engrenage du destin), même enrichi des éléments gothiques de la grande villa oubliée.
Enfin, l’ambiguïté morale des personnages (à commencer par celui de Joe Gillis), l’omniprésence du mensonge, des secrets (ceux de Norma, ceux de Gillis, ceux de Max), la perte des repères ressentie dès que Joe Gillis franchit le portail de Norma Desmond, et la folie finale finissent de faire de Boulevard du crépuscule l’un des plus grands chefs-d’œuvre du film noir.

## Évocations
- La scène finale dans laquelle Erich von Stroheim fait sortir Gloria Swanson de sa chambre pour la faire descendre le grand escalier, avant d'être emmenée par la police, est reprise, en version française, dans la chanson Voix sans issue, du chanteur français Christophe, sortie en 1984.
- Dans Starmania, la star déchue Stella Spotlight revient dans une adaptation ratée du film.
- Gérard Lenorman évoque le film dans sa chanson Boulevard de l'Océan (de 1979).
- Le personnage souhaitant louer la voiture de Norma se nomme Gordon Cole, comme le personnage dans Twin Peaks incarné par David Lynch, ce dernier considérant ce film comme l'un de ses préférés[45].